# Désert d'Arabie et brousses xériques saharo-arabiques orientales
et brousses xériques

Localisation
Le désert d'Arabie et les brousses xériques saharo-arabiques orientales forment une écorégion terrestre définie par le Fonds mondial pour la nature (WWF), qui appartient au biome des déserts et brousses xériques de l'écozone paléarctique. Il s'agit de la plus grande écorégion de la péninsule Arabique, qui s'étend principalement en Arabie saoudite, de la frontière avec le Yémen et Oman jusqu'au Sud de la Jordanie et de l'Irak. Elle comprend le désert du Rub al-Khali, qui est certainement la plus grande étendue de sable de la planète, ainsi que le Sinaï israélo-égyptien. Au bord du golfe Persique, le désert s'étend encore sur la plus grande partie du Qatar et de l'émirat d'Abu Dhabi.

## Flore
Dans les terrains rocheux et montagneux, on rencontre des arbres et buissons de Rhus tripartita et Cymbopogon, et, le long des oueds, Vachellia (acacia), Ochradenus, Artemisia (armoise) et Ballota. En terrain sableux prédominent les Anabasis, Hammada, Fagonia et Astragalus ainsi que, le long  des oueds, Lycium et Rhanterium.
Les conditions climatiques rendent la biodiversité assez faible malgré la présence de quelques plantes endémiques. 

## Faune
De nombreuses espèces, comme l'Hyène rayée, le Chacal commun et le Ratel ont disparu de cette zone à cause de la chasse et de la destruction des habitats. D'autres espèces ont été réintroduites avec succès, comme l'Oryx blanc ou la Gazelle des sables, et sont protégées par un certain nombre de réserves naturelles. Le surpâturage, la conduite hors route, et la destruction des habitats par l'humain sont les principales menaces pour cette écorégion désertique.